# رومر غودن
مارغريت رومر غودن (بالإنجليزية: Rumer Godden)‏ (10 ديسمبر 1907 – 8 نوفمبر 1998) روائية إنجليزية ألفت أكثر من 60 عمل أدبي وغير أدبي ونشرت تحت اسم رومر غودن. تسعة من أعمالها تحولت إلى أفلام من أشهرها «النرجسي الأسود» في عام 1947.
القليل من أعمالها ألفتها مع أختها الكبرى الروائية جون غودن، منها «اثنان تحت الشمس الهندية» وهي مذكرات عن طفولة غودن في منطقة هي الآن جزء من بنغلاديش.

## النشأة
ولدت في إيستبورن في ساسكس في إنـجلترا، ونشأت مع شقيقاتها الثلاث في نارايانجانج، في الهند الاستعمارية، وهي الآن في بنغلاديش، حيث عمل والدها، وهو مدير تنفيذي لشركة شحن، هي شركة براهمابوترا ستيم للملاحة. أرسل والداها الفتيات الثلاث إلى إنجلترا للدراسة، كما كانت العادة في ذلك الوقت، لكنهم عادوا إلى نارايانجانج عندما بدأت الحرب العالمية الأولى. عادت غودن إلى المملكة المتحدة مع شقيقاتها لمواصلة تعليمها المتقطع في عام 1920، وقضاء بعض الوقت في مدرسة مويرا هاوس للبنات في إيستبورن، وفي النهاية تدربت رقص. عادت إلى كالكوتا في عام 1925، وافتتحت مدرسة للرقص للأطفال الإنجليزية والهندية. تدير غودن المدرسة لمدة 20 عاما بمساعدة أختها نانسي. وخلال تلك الفترة نشرت أول كتبها الرائجة وهي رواية «النرجس الأسود».

## مهنة الكتابة
في عام 1942 بعد ثماني سنوات في زواج غير سعيد (حيث اضطرت للزواج عام 1934 بسبب حملها)، انتقلت مع ابنتيها جين وباولا (بعد أن انضم زوجها لورانس فوستر إلى الجيش) إلى كشمير، حيث عاشت أولا في منزل عائم مؤقت ثم في منزل مستأجر حيث بدأت في إنشاء مزرعة.
وتعتبر رواية «العصافير تلتقط النار» مستمدة من تلك الفترة في كشمير. وبعد حادثة غريبة تظهر أنها تعرضت لمحاولة تسميم لها ولبناتها، عادت إلى كالكوتا عام 1944. وعادت إلى المملكة المتحدة في عام 1945 لكي تكرس وقتها للكتابة، وسكنت في ساسكس ولندن. وحصلت على الطلاق عام 1948. وبعد العودة من أمريكا لكي تراجع سناريو فيلم مستند على كتابها «النهر»، تزوجت غودن من الناشط المدني جيمس هينيس ديكسون في 26 نوفمبر 1949.
في أوائل الخمسينات صارت غودن مهتمة بالكنيسة الكاثوليكية، رغم أنها لم تتحول رسميا حتى عام 1968، وتحتوي العديد من رواياتها المتأخرة صورا متعاطفة مع القساوسة والراهبات الكاثوليكيات. وبالإضافة إلى روايتها «النرجسي الأسود» فإن اثنين من رواياتها تناولت موضوع النساء في المجتمعات الدينية. ففي رواية «خمسة للحزن، وعشرة للبهجة» وفي «في هذا المنزل في بريد» تناولت بوضوح التوازن بين الرؤى الروحية والغامضة من الدين وبين الواقع الإنساني التطبيقي للحياة الدينية.
عدد من رواياتها مستمد من الهند ومن الجو الذي عاشت فيه تلك الأفكار. وتتضمن كتابتها الكثير من تفاصيل الروائح والأنماط والضوء والزهور والضوضاء. كتبها للأطفال خاصة العديد من قصص الدمى، توحي بالأفكار السرية وخيبات الأمل وطموحات الطفولة.
وتشمل حبكاتها غالبا شبان وشابات يمتلكون مواهب غير معترف بها، ضمن الطبقة الدنيا والمتوسطة، لكن يدعمهم أشخاص من الطبقة العليا الغنية، بهدف إثارة وحيرة أقاربهم.
فازت بجائزة وايتبريد 1972 عن رواية «ديداكوي»، وهي رواية مراهقية عن الغجر، تحولت تلفزيونيا في البي بي سي بعنوان«كيزي».

## أواخر حياتها ووفاتها
في عام 1968 سكنت بالإيجار في لام هاوس في راي في إيست ساسكس، حيث عاشت حتى وفاة زوجها في عام 1973. انتقلت إلى مونياف في دامفريشاير في عام 1978 حين جاوزت سن السبعين، لكي تكون قرب ابنتها جين.
نالت «وسام ضابط الخدمة للإمبراطوية البريطانية» في عام 1993. زارت الهند مرة أخرى في عام 1994، إلى كشمير من أجل تصوير فيلم وثائقي عن حياتها وكتبها لمصلحة بي بي سي.
ماتت غودن في 8 نوفمبر 1998 في سن التسعين بعد سلسلة من الجلطات. ودفن رفاتها بجوار رفات زوجها في راي.

## أعمالها

### كتب للكبار
كتب أدبية
- 1936 – اللغز الصيني
- 1937 – السيدة ووحيد القرن
- 1939 – النرجسي الأسود – وهي قصة عن ارتباك الراهبات الإنجليكان البريطانيات في الهند. وهي أول كتبها التي تحول إلى فيلم، يحمل نفس الاسم في عام 1947، وكذا إلى مسلسل إذاعي في 2008. وكذا إلى مسلسل صغير في بي بي سي أذيع عام 2019.
- 1940 – غجرية غجرية
- 1942 – إفطار مع النيكولايدس
- 1945 – خذ ثلاثة أزمنة: فوغا موسيقية في الزمن. تحول إلى فيلم بعنوان «سحر» في عام 1948 بطولة ديفيد نيفن وتيريزا رايت.
- 1946 – النهر – تحول إلى فيلم عام 1951 من إخراج جان رينوار، وقد تعاونت في كتابة سينايو الفيلم.
- 1947 – شمعة للقديس جود
- 1950 – نفس من الهواء
- 1953 – العصافير تلتقط النار
- 1956 – حلقة من العصافير. تحولت في إلى فيلم «الأبرياء الخطاة» في عام 1958.
- 1957 – مولتيكي، وقصص وقصائد أخرى من الهند
- 1958 – الصيف الأخضر، تم تحويله إلى فيلم في عام 1961.
- 1961 – الفناء الصيني: ساعات من منزل ريفي
- 1963 – معركة فيلا فيوريتا – تحولت لفيلم عام 1965
- 1968 – رحل: مجموعة من القصص (بالاشتراك مع جون غودن)
- 1968 – بجع وسلاحف (قصص قصيرة)
- 1969 – في هذا المنزل في بريد – وفيه تسرد قصة فيليبا وراهبات بينيديكتيات أخريات في دير بريد في ساسكس، خلال السنوات ألأولى لفيليبا في الدير. وقد تحول إلى فيلم تلفزيوني عام 1975 بطولة ديانا ريغ.
- 1975 – ربيع الطاووس – تحول للتفزيون عام 1995
- 1979 – خمسة للحزن، عشرة للبهجة
- 1981 – الحصان الأسود
- 1984 – أطفال الخميس
- 1989 – الغبار الهندي (بالاشتراك مع جون غودن)
- 1990 – الرحمة والشفقة والسلام والحب: قصص (بالاشتراك مع جون غودن).
- 1991 – تغير بحر كوروماندل
- 1994 – مرور بيبا
- 1997 – كرومارتي ضد الشيفا الطيب – وهي آخر رواياتها.

كتب غير أدبية
- 1943 – رونغلي رونغليوت – أعيد نشرها عام 1961 بعنوان «بهذا البعد وليس أبعد».
- 1945 – رحلة في البنغال: قصة عن دور النساء في الإقليم بين عامي 1939 – 1945.
- 1955 – هانز كريستيان أندرسن (سيرة)
- 1966 – اثنان تحت الشمس الهندية (مذكرات الطفولة – بالاشتراك مع جون غودن)
- 1968 – كتاب طهي السيدة ماندرس
- 1971 – قصة من القصص: باليه بياتريكس بوتر
- 1972 – حمائم شيفا (بالاشتراك مع جون غودن)
- 1977 – أسود الفراشة
- 1980 – غولبادان: صورة عن الأميرة الوردية في فناء الموغال
- 1987 – إنه وقت للرقص، وليس وقت للنحيب (سيرة ذاتية)
- 1989 – بيت بأربع غرف (سيرة ذاتية)

كتب للأطفال
- 1947 – بيت الدمية – حول لسلسلة رسوم متحركة بعنوان «توتي: قصة بيت دمية».
- 1951 – زوجة الفأر – كتاب للأطفال
- 1952 – بيت الفأر
- 1954 – حصانة جين: قصة دمية جيب
- 1956 – دمية خيالية
- 1958 – قصة هولي وإيفي
- 1960 – خيط الحلوى
- 1961 – القديس جيروم والأسد (سرد جديد للقصة في شكل شعري)
- 1961 – الآنسة سعادة والآنسة زهرة، كتاب أطفال حول الدمى اليابانية والبيت المصنوع لهم.
- 1963 – بلوم الصغير، تتمة للآنسة سعادة والآنسة زهرة.
- 1964 – البحار عاد للمنزل
- 1965 – مادونا المطبخ: طفلان يصنعان أيقونة لمدبرة المنزل الأوكرانية، وهي لاجئة حرب.
- 1969 – العملية سيباسيك.
- 1972 – ديداكوي – نشرت أيضا بعنوان (فتاة غجرية)، وهو كتاب للأطفال وفاز بجائزة وايتبورد. حولته البي بي سي إلأى مسرحية إذاعية بنفس العنوان بطولة نيسا كول، وقدم للتلفزيون بعنوان «كيزي».
- 1972 – العجوز التي عاشت في زجاجة خل.
- 1975 – هالوين السيد ماكفادن
- 1977 – سر الحصان المهتز
- 1978 – شعلة القطط
- 1981 – تنين أوغ
- 1983 – أربع دمى
- 1983 – صانع الشاتي الشجاع
- 1984 – وقت الفأر: قصتان
- 1990 – كلب فو
- 1992 – بيت الجد الأكبر
- 1992 – استمع للعندليب
- 1996 – الكرسي الصغير
- 1996 – بريملاتا ومهرجان الأضواء
- 1984 – أطفال الخميس

الشعر
- 1949 – في سفينة نوح
- 1968 – رسالة إلى العالم (بالاشتراك مع إميلي ديكنسون)
- 1996 – من كوكرو إلى ستارلايت: يوم مليء بالشعر (مختارات للأطفال)
- 1996 – كتاب جيب للقصائد الروحية

ترجمات
- 1963 – صلوات من السفينة – ترجمة لمجموعة من القصائد للكاتبة الفرنسية كارمن بيرنو دو غاشتولد
- 1967 – كورس الوحوش – ترجمة لمجموعة من القصائد لكاتبة الفرنسية كارمن بيرنو دو غاشتولد.

## روابط خارجية
- رومر غودن على موقع IMDb (الإنجليزية)
- رومر غودن على موقع الموسوعة البريطانية (الإنجليزية)
- رومر غودن على موقع ألو سيني (الفرنسية)
- رومر غودن على موقع ميوزك برينز (الإنجليزية)
- رومر غودن على موقع أول موفي (الإنجليزية)
- رومر غودن على موقع قاعدة بيانات الأفلام السويدية (السويدية)
- رومر غودن على موقع إن إن دي بي (الإنجليزية)
- رومر غودن على موقع ديسكوغز (الإنجليزية)
- رومر غودن على موقع قاعدة بيانات الفيلم (الإنجليزية)
- رومر غودن على موقع كينوبويسك (الروسية)

- رومر غودن على موقع IMDb (الإنجليزية)
- رومر غودن على موقع الموسوعة البريطانية (الإنجليزية)
- رومر غودن على موقع ألو سيني (الفرنسية)
- رومر غودن على موقع ميوزك برينز (الإنجليزية)
- رومر غودن على موقع أول موفي (الإنجليزية)
- رومر غودن على موقع قاعدة بيانات الأفلام السويدية (السويدية)
- رومر غودن على موقع إن إن دي بي (الإنجليزية)
- رومر غودن على موقع ديسكوغز (الإنجليزية)
- رومر غودن على موقع قاعدة بيانات الفيلم (الإنجليزية)
- رومر غودن على موقع كينوبويسك (الروسية)